# 刘显治
刘显治（19世纪?—20世纪?），字希陶，贵州兴义人，刘显世的胞弟。中华民国政治人物。

## 生平
清朝光绪二十三年（1897年），刘显治举优贡，被选进贵州经世学堂。此后，他因能文而被贵州提学使严修赏识。光绪三十一年（1905年） ，他自费赴日本留学，入东京法政学校。毕业归国后，他到云贵总督署经办学务。民国元年（1912年），他任北京临时参议院议员，后当选为民元国会议员。1914年，他任云南省政务厅长，1915年去职。